# 牝猫 (バレエ)
『牝猫』（めすねこ、La Chatte）は、1927年に初演されたバレエ・リュスによる1幕のバレエ。ジョージ・バランシン振付、ボリス・コフノ台本、アンリ・ソーゲ作曲。バレエ・リュスの後期作品のうちで特に優れたものの一つで、ディアギレフが没するまで毎年上演された:403-404。
イソップ寓話の「鼬とアプロディテ」、およびそれを元にしたラ・フォンテーヌの「女に化けた牝猫」を元にしている。

## 概要
『牝猫』は1927年2月、ロシア構成主義のナウム・ガボおよびアントワーヌ・ペヴスナーの兄弟とディアギレフの話し合いから生まれた:403-404。ナウム・ガボによる構成主義的な舞台装置と衣装、およびジョージ・バランシンによる振付は画期的なものだった:403-404。一方でアンリ・ソーゲによる音楽はそれほど画期的ではなかった:403-404。
初演時の舞台装置はまばゆく反射する透明な素材を使用していた。
1927年4月30日にモンテカルロ歌劇場で初演された。作品は即座に人気を博し、広く上演された:76-77。
1927年5月27日にパリのサラ・ベルナール劇場においてロジェ・デゾルミエール指揮で上演された。
ディアギレフはこの作品でオリガ・スペシフツェワを売り出す狙いを持っていたが、結果的にはセルジュ・リファールをスターにした。モンテカルロでの初演を演じたスペシフツェワは怪我のため、パリ公演からはアリス・ニキーチナが演じた。後にアリシア・マルコワが牝猫役をつとめて人気を博した。
1978年、同じ曲を使用してロンドン・フェスティバル・バレエ団（イングリッシュ・ナショナル・バレエ団の前身）でロナルド・ハインドの新しい振付による新しい版が上演された。

## スタッフ
- 台本：ソベカ（Sobeka、ボリス・コフノの別名[1][4][注釈 1]）、イソップ寓話による
- 音楽：アンリ・ソーゲ
- 振付：ジョージ・バランシン
- 美術：ナウム・ガボ、アントワーヌ・ペヴスナー
- 初演の指揮：マルク＝セザール・スコット
- 初演時のダンサー：オリガ・スペシフツェワ（牝猫）、セルジュ・リファール（若い男）

## あらすじ
若い男が猫を人間の娘に変えてほしいと女神アフロディテに祈る。祈りは叶えられるが、娘は男の愛に応えず、男は死んでしまう。

## 曲の構成
アンリ・ソーゲによる音楽は以下の9曲からなる。
1. Ouverture
2. Jeux des garçons. Allegro
3. Invocation à Aphrodite. Andante ma non troppo
4. La Métamorphose
5. Danse de la chatte
6. Adagio
7. Retour des garçons. Allegretto
8. Scherzo. Vivace
9. Hymne final